# Герб Опочецкого района
Герб муниципального образования Опо́чецкий райо́н Псковской области Российской Федерации — опознавательно-правовой знак, служащий официальным символом муниципального образования.
Герб утвержден Решением внеочередной 16-й сессии Собрания депутатов Опочецкого района шестого созыва от 05 декабря 2019 года № 125.
Герб внесён в Государственный геральдический регистр Российской Федерации под регистрационным номером 12916.

## Описание герба
«В лазоревом (синем, голубом) поле на зелёной земле лежащие серебряные камни, сложенные пирамидой».
В лазоревом поле на зелёной земле лежащие серебряные камни, сложенные пирамидой, которую с боков поддерживают каждый одной передней лапой два сообращённых золотых восстающих льва 
с червлёными языками и серебряными зубами.

## Обоснование символики
За основу герба муниципального образования «Опочецкий район» взят исторический герб города Опочка Псковского наместничества, утвержденный 28 мая 1781 года (по старому стилю), подлинное описание которого гласит: «В верхней части щита герб Псковский; в нижней – пирамидою сложенная куча из известнаго камня, называемого опока, означающий имя сего города, в голубом поле». Золотые львы в гербе символизируют богатую историю края, а также то, что на территории района исторически располагались усадьбы многих известных российских родов. Так, в д. Глубокое располагалась усадьба графов Гейденов, в д. Жадро – графов Сиверсов, в д. Крулихино – усадьба Чихачевых, а в д. Кунино – усадьба Яхонтовых. И в гербах всех этих родов были изображены среди прочих фигур в том числе и львы. Помимо этих фамилий свой след в истории Опочецкого района также оставила целая плеяда других знаменитостей – в т.ч. бароны Розены и Фредериксы, князья Львовы и Дондуковы-Корсаковы, графы Разумовские, а также Голенищевы-Кутузовы, Потемкины и другие.
Лев является классической фигурой, которая аллегорически символизирует благородство. Кроме того, лев в геральдике является символом силы, мужества, храбрости, отваги, величия и великодушия.
В этом контексте лев в гербе также олицетворяет  и то, что административный центр района – города Опочка –  был основан в 1414 году и являлся крепостью, которая ни разу за несколько веков в своей истории не была взята неприятелем. Во время Великой Отечественной войны уроженцы города Опочка и всего района также проявили героизм в защите Родины. Примененные в герба в геральдике обозначают: Серебро (белый цвет) – символ чистоты, мудрости, благородства, мира, взаимосотрудничества; Золото (жёлтый цвет) символизирует богатство, справедливость, стабильность, уважение, великодушие; Зелёный цвет – символ изобилия, жизни и возрождения; Лазурь (голубой, синий цвет) – символ красоты, чести, славы, преданности, истины, добродетели и чистого неба;Червлень (красный цвет) – символ труда, мужества и красоты.
Авторская группа:
Идея - инициативная группа при Администрации Опочецкого района на основе исторического герба города Опочки, реконструированного Союзом геральдистов России и утвержденного в качестве герба Опочецкого района в 2002 г.
Геральдическая доработка, обоснование - Ю. Росич (г. Москва); Компьютерный дизайн - Сергей Исаев (г. Москва; Союз геральдистов России), А. Карпова (г. Барнаул).